# Forteresse de Chouchi

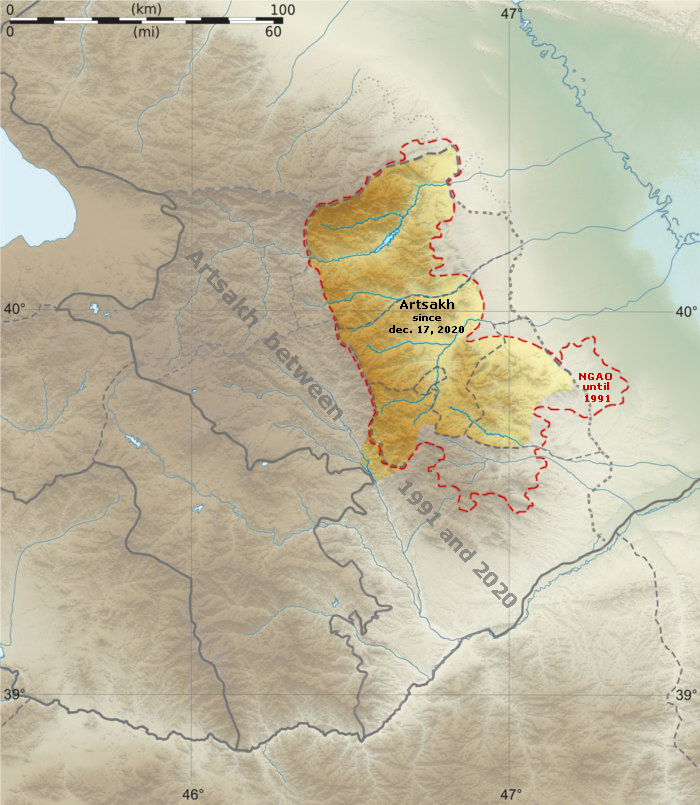
carte du Haut-Karabagh

La forteresse de Chouchi (russe : Шушинская крепость ; azéri : Şuşa qalası ; arménien : Շուշիի բերդ) est une forteresse située dans la ville de Chouchi occupée par l'Azerbaïdjan.

## Histoire

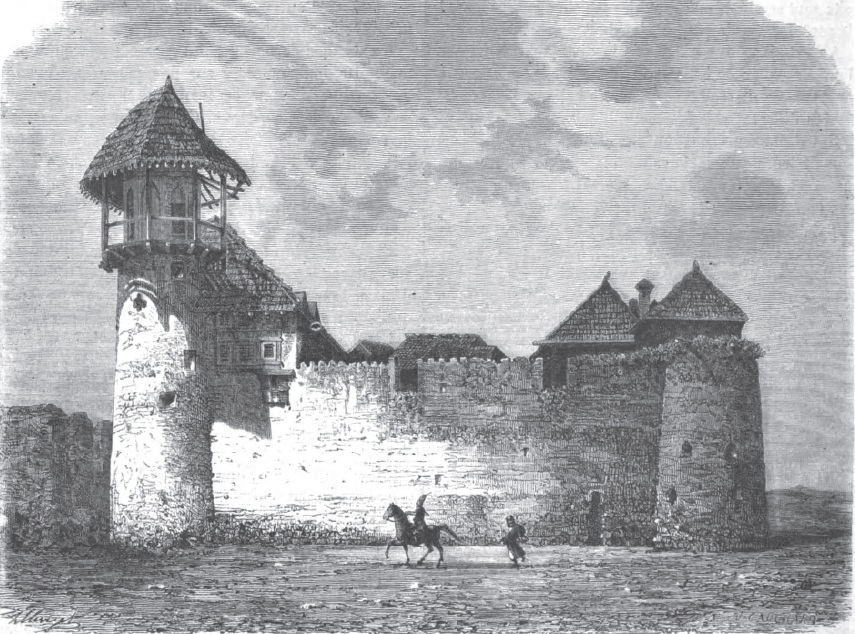
Partie nord-ouest de la forteresse de Chouchi.XIXe siècle

La forteresse est élevée par Panah Ali Khan,, qui servit Nader Chah, puis se proclama khan du Karabagh où il régna de 1748 à 1759. Panah-Ali-Khan se construisit également la Forteresse de Baïat, puis la Forteresse Shakhboulag.

## Galerie

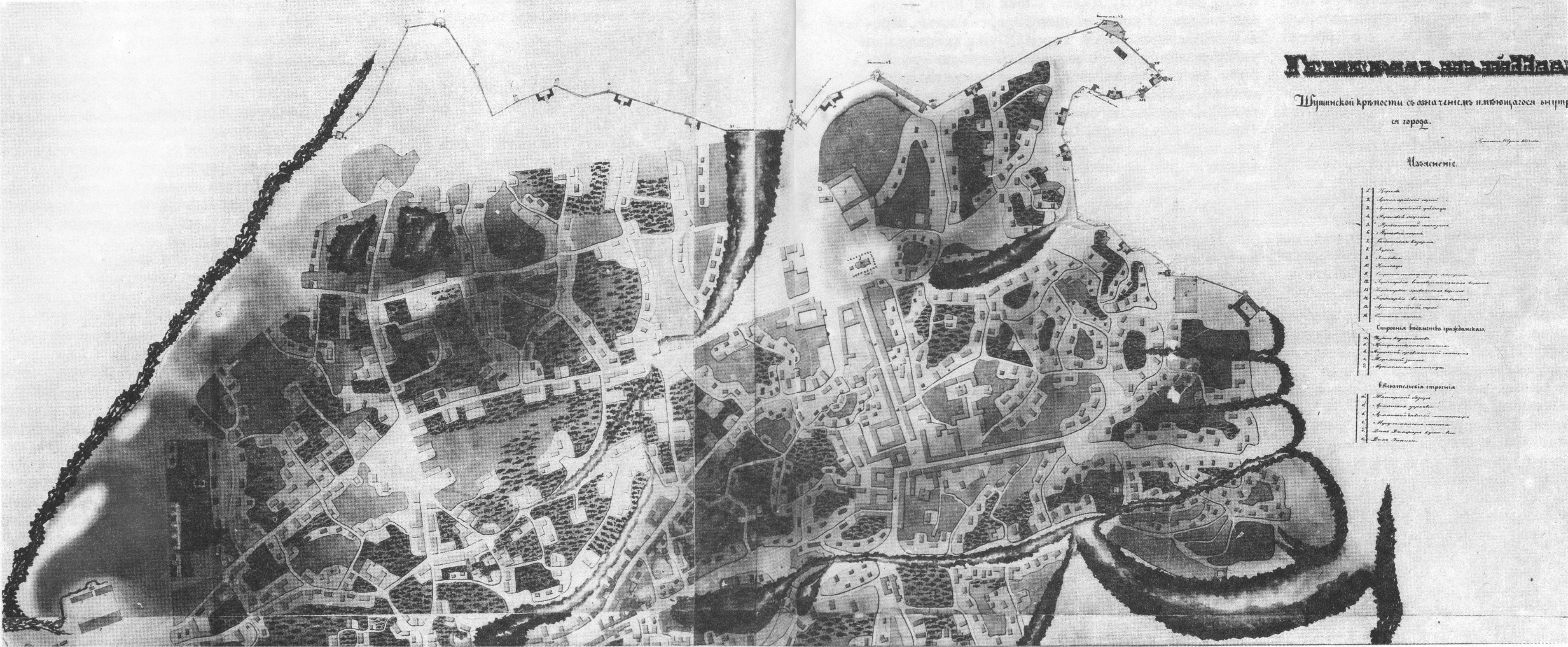
Plan de la forteresse de Chouchi au XIXe siècle
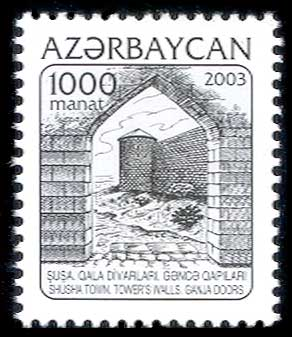
Timbre de l'Azeîrbaïdjan publié en 2003
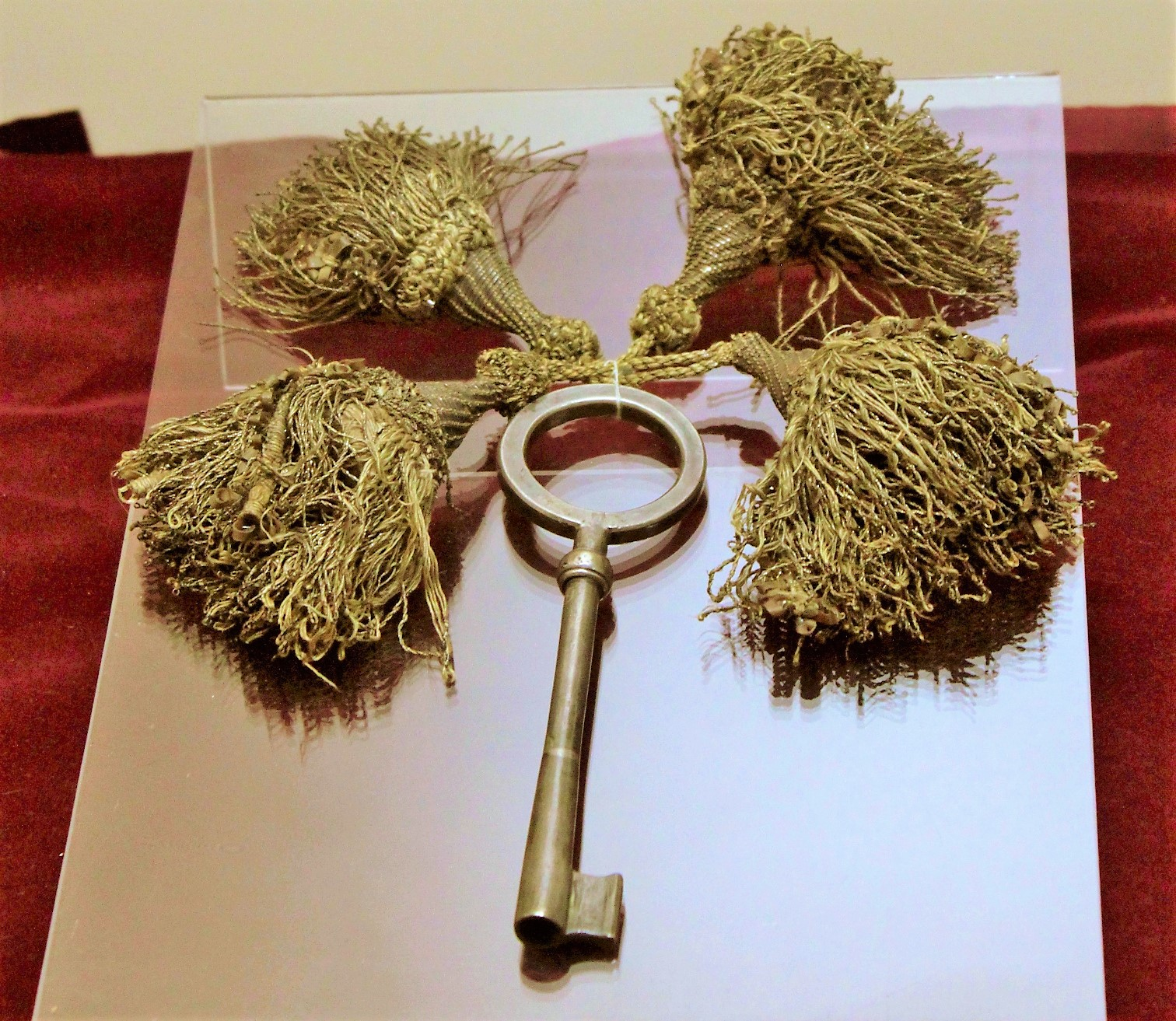
Clef d'argent de la citadelle Musée de l'histoire d'Azerbaïdjan